# Quincy Detenamo
Quincy Detenamo (ur. 8 marca 1979 w Buada, Nauru) – nauruański sztangista, olimpijczyk. Jest kuzynem innego nauruańskiego sztangisty, Itte Detenamo. Wziął udział w Letnich Igrzyskach Olimpijskich 1996. Uzyskał 252,5 kg (110 w rwaniu, 142,5 w podrzucie) co dało mu 20 lokatę. 
W 2005 roku został uznany za winnego śmierci australijskiej prostytutki Grace Ilardi, którą zamordował 17 lipca 2004 roku. Został skazany na 9 lat pozbawienia wolności.